# Niederndorf
Niederndorf ist eine Gemeinde mit 2880 Einwohnern (Stand 1. Jänner 2024) im Gerichtsbezirk und Bezirk Kufstein, Tirol (Österreich).

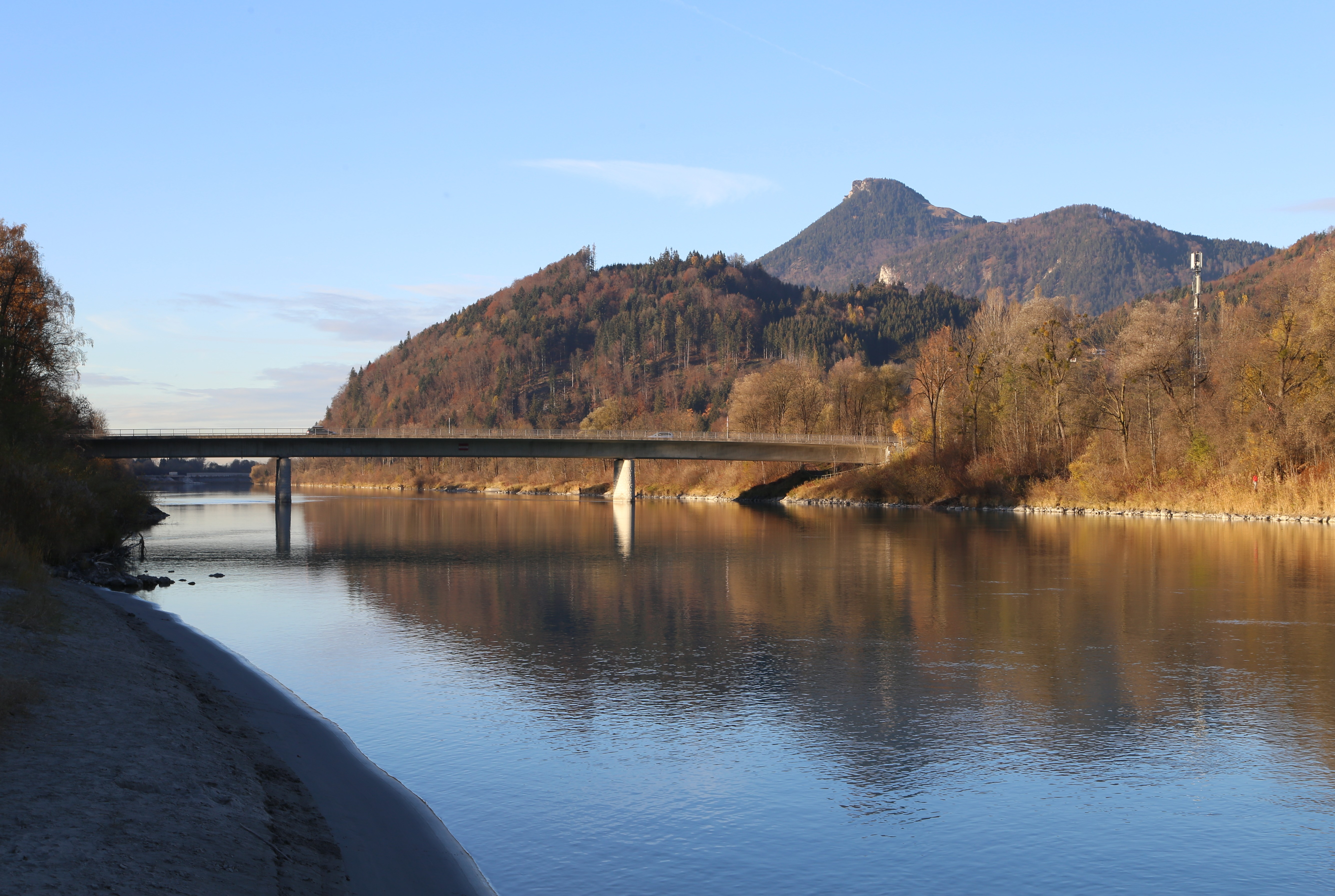
Innbrücke zwischen Oberaudorf (Bayern) und Niederndorf (Tirol).

## Geografie

### Lage
Die Gemeinde liegt im Unterinntal an der Grenze zu Bayern im Gerichtsbezirk Kufstein. Vom Inn im Westen und dem Jennbach im Süden in einer Höhe von 500 Meter über dem Meer steigt das Land nach Nordosten zu bewaldeten Hügeln von rund 700 Meter an. Von der Fläche von sieben Quadratkilometer entfallen 43 Prozent auf landwirtschaftliche Nutzflächen und 37 Prozent auf Wald.

### Gliederung
Niederndorf besteht neben dem Dorf aus den Fraktionen Au, Hölzelsau, Pittlham und Sebi.

### Nachbargemeinden
|                        | Erl                                         | Niederndorferberg |
| Oberaudorf (Bayern, D) | Kompassrose, die auf Nachbargemeinden zeigt | Rettenschöss      |
|                        | Ebbs                                        |                   |

## Geschichte

### Frühgeschichte bis 1900
Der Fund eines Bronzegürtelhakens in Hölzelsau bezeugt, dass das Gebiet schon 400 vor Christus besiedelt war. In den „Indiculus Arnonis“, einem Schenkungsverzeichnis der bairischen Herzöge, wird für die Jahre 788/790 neben der Pfarre Ebbs eine weitere Kirche vermerkt. Da diese dem hl. Georg geweiht war, ist wahrscheinlich die Kirche von Niederndorf gemeint. Die erste urkundliche Erwähnung stammt aus dem Jahr 1230. Im bayrisch-herzoglichen Urbar werden Abgaben von Niederndorf aufgeführt, unter anderem Geld, Vieh, Wein, Hafer und Weizen.
Aus der Zeit der römischen Herrschaft, die im ersten Jahrhundert unserer Zeitrechnung begann, stammen Hinweise auf eine Römerstraße. Sie verlief von Norden kommend durch Hölzelsau, führte um eine sumpfige Wiese herum in das heutige Niederndorf und weiter nach Süden, wo sie bei Bruckhäusl den Jennbach überquerte.
Nachdem König Maximilian I. im Jahr 1504 die Festung Kufstein erobert hatte, kam Niederndorf mit den Herrschaften Kufstein, Kitzbühel und Rattenberg zu Tirol. 
Der erste Nachweis einer Schule stammt aus dem Jahr 1696. Der Unterricht fand in einem Bauernhaus statt. 
Im Zuge des spanischen Erbfolgekrieges fielen 1704 die Bayern in Niederndorf ein und legten 42 Häuser in Schutt und Asche. Zwei Jahre später erhielt Niederndorf dafür von Kaiser Josef I. das Marktrecht verliehen: „Wir, als derzeit regierender Herr und Landesfürst möchten allergnädigst geruhen, denselben Niederndorfern in Anbetracht ihrer gegen den im Jahre 1704 vorgefallenen bayerischen-französischen feindlichen Einfall in unsere fürstliche Grafschaft Tirol durch Ergreifung ihrer Waffen gehorsam gezeigten Ergebenheit und wegen der durch Plünderung und Brandschatzung erlittenen Schäden obgenannte Marktfreiheiten zu verleihen.“
Ein weiterer Einfall der Bayern im Jahr 1744 im Verlauf des Österreichischen Erbfolgekrieges konnte bei Windshausen in Erl mit Beteiligung der Niederndorfer zurückgeschlagen werden. Als Dank für diesen Sieg wird zwanzig Jahre später die Wallfahrtskirche „Maria Heimsuchung“ errichtet. Um 1750 malte Josef Adam von Mölk die Fresken der Pfarrkirche, die 1948 entdeckt wurden. Das erste Schulhaus wurde 1756 an der stelle des heutigen Pfarrhofes errichtet.
In den Jahren 1800 bis 1809 war Niederndorf durch die Nähe zur Festung Kufstein stark in die Kämpfe mit den Bayern und Franzosen involviert. Durch schlechtes Wetter und Missernten kam es in den Jahren 1815 bis 1817 zu Hungersnöten.

### Geschichte nach 1900
Beginnend mit 1910 wird gemeinsam mit der Gemeinde Ebbs ein 2,4 Kilometer langer Hochwasser-Schutzwall am Jennbach errichtet. In die gleiche Zeit fällt der Bau der Ortswasserleitung. Beim Bau der Innbrücke in den Jahren 1926 bis 1929 verschuldete sich die Gemeinde schwer. Das gesamte Gemeindeeigentum wurde verpfändet, die letzten Schulden erst 1945 getilgt.
Der Bau des Waldschwimmbades 1954 war nicht nur ein Impuls für den aufstrebenden Fremdenverkehr, sondern bot auch vielen Gemeindebürgern Arbeit. Die Wasserversorgung wurde 1962 mit einem Grundwasserpumpwerk modernisiert, 1969 bis 1971 die Hauptschule mit Turnhalle und Gemeinschaftssaal errichtet.

### Bevölkerungsentwicklung

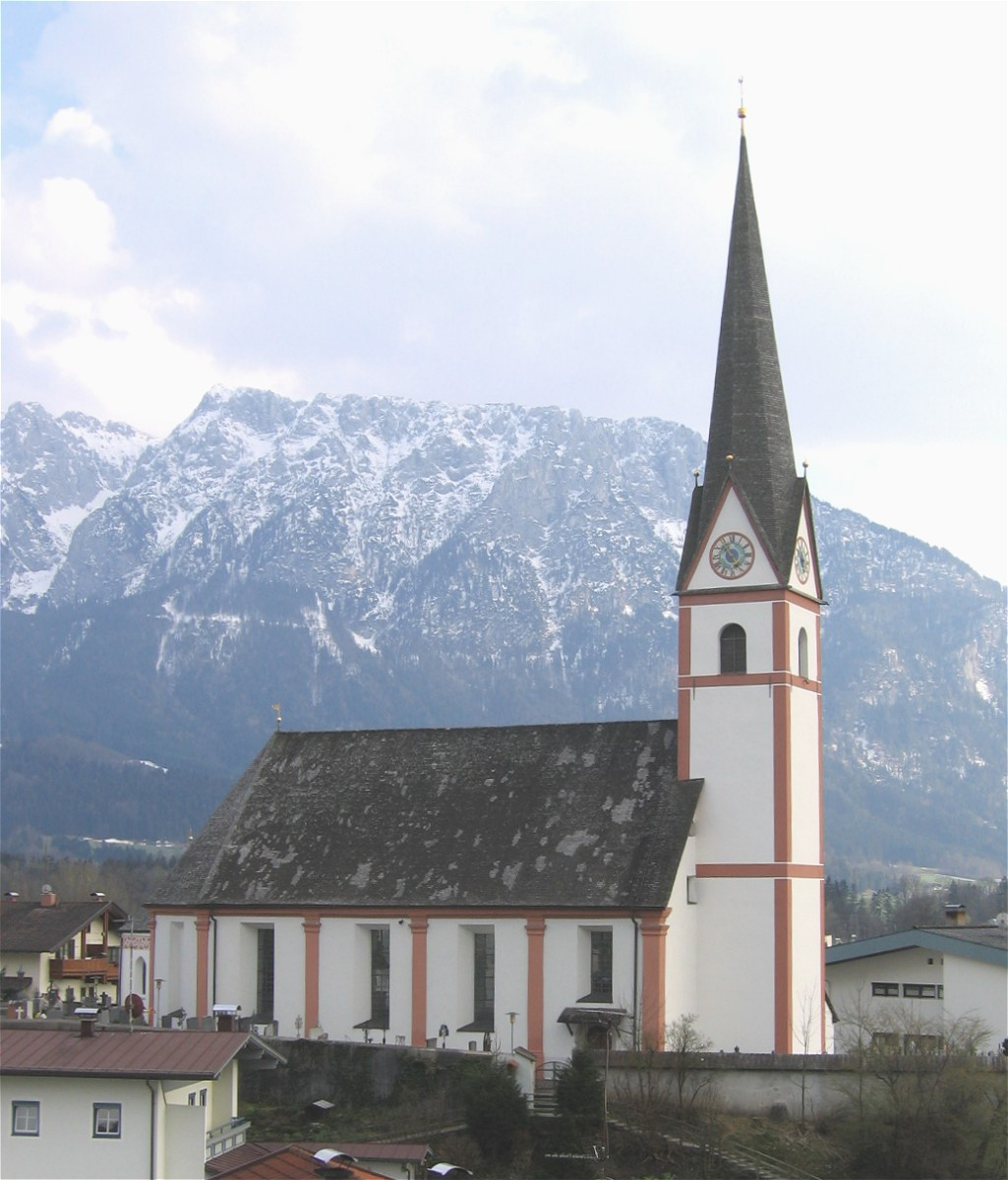
Pfarrkirche St. Georg.

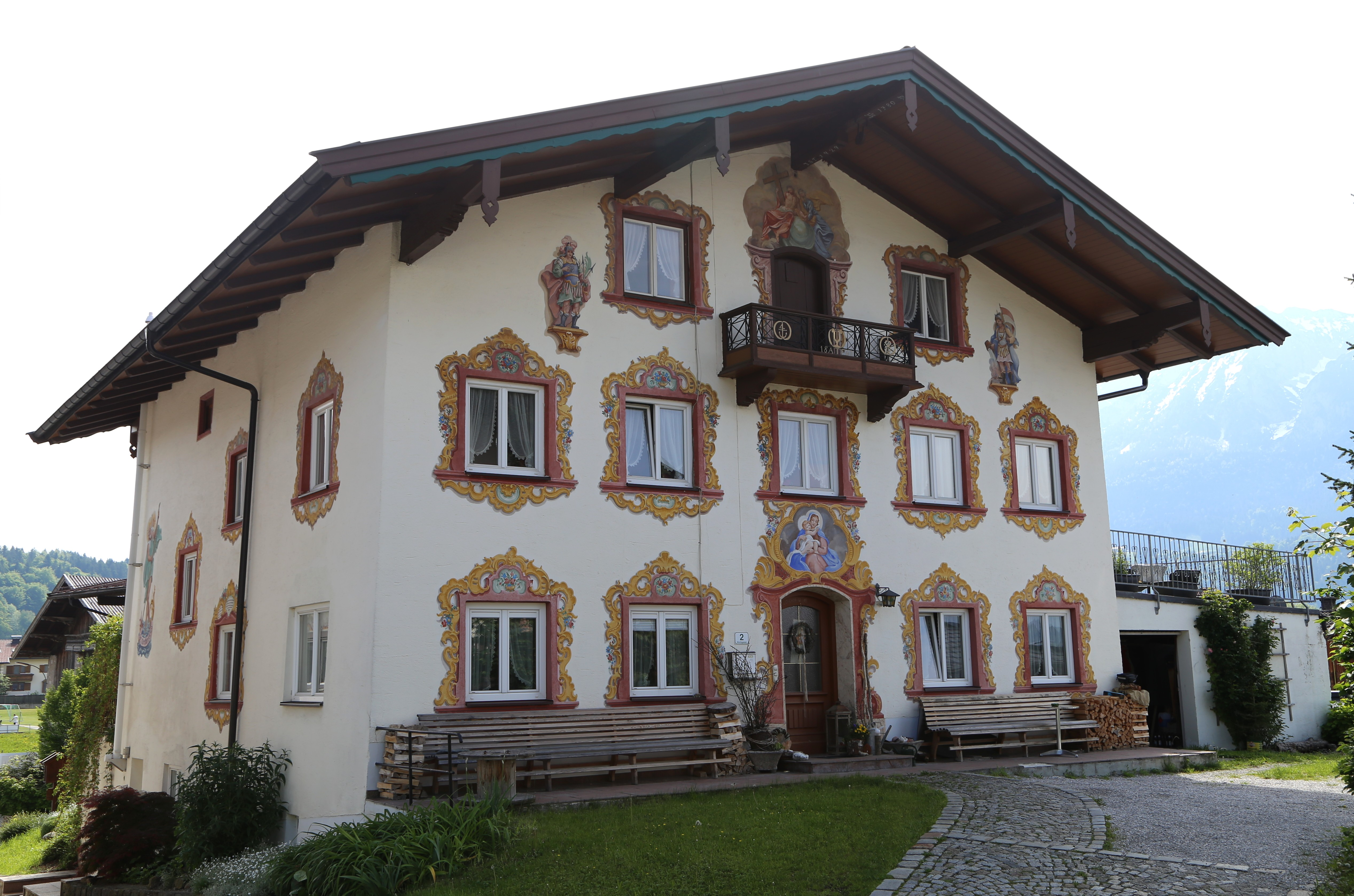
Haus mit Fresken, Kirchgasse.

| Niederndorf: Einwohnerzahlen von 1869 bis 2024      | Niederndorf: Einwohnerzahlen von 1869 bis 2024 | Niederndorf: Einwohnerzahlen von 1869 bis 2024 | Niederndorf: Einwohnerzahlen von 1869 bis 2024 | Niederndorf: Einwohnerzahlen von 1869 bis 2024 |
| --------------------------------------------------- | ---------------------------------------------- | ---------------------------------------------- | ---------------------------------------------- | ---------------------------------------------- |
| Jahr                                                |                                                |                                                |                                                | Einwohner                                      |
| 1869                                                | 1869                                           |                                                | 485                                            | 485                                            |
| 1880                                                | 1880                                           |                                                | 488                                            | 488                                            |
| 1890                                                | 1890                                           |                                                | 525                                            | 525                                            |
| 1900                                                | 1900                                           |                                                | 499                                            | 499                                            |
| 1910                                                | 1910                                           |                                                | 599                                            | 599                                            |
| 1923                                                | 1923                                           |                                                | 568                                            | 568                                            |
| 1934                                                | 1934                                           |                                                | 740                                            | 740                                            |
| 1939                                                | 1939                                           |                                                | 801                                            | 801                                            |
| 1951                                                | 1951                                           |                                                | 966                                            | 966                                            |
| 1961                                                | 1961                                           |                                                | 1.046                                          | 1.046                                          |
| 1971                                                | 1971                                           |                                                | 1.529                                          | 1.529                                          |
| 1981                                                | 1981                                           |                                                | 1.856                                          | 1.856                                          |
| 1991                                                | 1991                                           |                                                | 2.148                                          | 2.148                                          |
| 2001                                                | 2001                                           |                                                | 2.435                                          | 2.435                                          |
| 2011                                                | 2011                                           |                                                | 2.613                                          | 2.613                                          |
| 2021                                                | 2021                                           |                                                | 2.845                                          | 2.845                                          |
| 2024                                                | 2024                                           |                                                | 2.880                                          | 2.880                                          |
| Quelle(n): Statistik Austria, Gebietsstand 1.1.2021 |                                                |                                                |                                                |                                                |

## Kultur und Sehenswürdigkeiten

### Bauwerke
- In der barockisierten Dorfkirche (ursprünglich 1376) stehen zwei geschnitzte Figuren der Hll. Katharina und Margaretha, um 1460.
- Die spätgotische Margarethenkapelle auf dem Friedhof zeigt Malereireste aus dem 16. Jahrhundert und moderne Fresken an der Nordwand aus dem Jahr 1962.
- Der Gasthof Gradl neben der Kirche trägt Fresken aus dem 18. Jahrhundert.

### Regelmäßige Veranstaltungen
- Jedes Jahr am 29. Dezember findet im Ortskern von Niederndorf die Thomasnacht statt. Auf diesem Dorffest mit Glühweinständchen und Bars wird zwei Tage vor Silvester das alte Jahr ausgetrieben.
- Im Drei-Jahres-Rhythmus findet ein großer Faschingsumzug jeweils am Faschingssamstag ab 14:14 Uhr im Ortszentrum statt.
- Jedes Jahr findet außerdem der Martinimarkt statt.

### Vereine
- Turnverein Niederndorf
- Bundesmusikkapelle Niederndorf
- Schützenkompanie Niederndorf
- Trachtenverein D'Spitzstoana
- SV Niederndorf
- Faschingsverein Niederndorf
- Freiwillige Feuerwehr Niederndorf
- Kameradschaft Niederndorf
- s'Theata Niederndorf[6]

## Wirtschaft und Infrastruktur
Die Gemeinde ist landwirtschaftlich geprägt, daneben haben sich in einem Gewerbegebiet mehrere Unternehmen angesiedelt. 

### Wirtschaftssektoren
Von den 36 landwirtschaftlichen Betrieben des Jahres 2010 wurden 17 im Haupt- und 19 im Nebenerwerb geführt. Die Haupterwerbsbetriebe bewirtschafteten drei Viertel der Flächen. Mehr als 80 Prozent der 317 Beschäftigten des Produktionssektors arbeiteten im Bereich Herstellung von Waren. Die größten Arbeitgeber im Dienstleistungssektor waren die Bereiche Handel und soziale und öffentliche Dienste (Stand 2011).
| Wirtschaftssektor            | Anzahl Betriebe | Anzahl Betriebe | Anzahl Betriebe | Erwerbstätige | Erwerbstätige | Erwerbstätige |
| Wirtschaftssektor            | 2021            | 2011            | 2001            | 2021          | 2011          | 2001          |
| ---------------------------- | --------------- | --------------- | --------------- | ------------- | ------------- | ------------- |
| Land- und Forstwirtschaft 1) | 27              | 29              | 43              | 39            | 45            | 25            |
| Produktion                   | 32              | 30              | 21              | 428           | 374           | 243           |
| Dienstleistung               | 152             | 137             | 61              | 911           | 755           | 371           |

1) Betriebe mit Fläche in den Jahren 2010 und 1999
| Im Jahr 2011 lebten 1263 Erwerbstätige in Niederndorf. Ein Viertel davon arbeitete in der Gemeinde, drei Viertel pendelten aus. Mehr als 400 Menschen aus der Umgebung pendelten zur Arbeit nach Niederndorf. Im Verlauf der Jahre 2010 bis 2019 zählte Niederndorf rund 20.000 Übernachtungen jährlich. Der Großteil fiel in die Monate Juni, Juli, August und September mit einer Spitze von 3000 Übernachtungen im Juli. Die Gemeinde ist Mitglied des Tourismusverbandes Kufsteinerland. | Hier fehlt eine Grafik, die leider im Moment aus technischen Gründen nicht angezeigt werden kann. Wir arbeiten daran! |

### Verkehr
- Eisenbahn: Ab dem 20. Jahrhundert gab es einige Pläne einer Lokalbahn von Kufstein bis St. Johann in Tirol. Dieses Vorhaben wurde durch den Ersten Weltkrieg nie umgesetzt. Die Bahn hätte somit auch Niederndorf an das Schienennetz angebunden. Der nächste Bahnhof liegt direkt über dem Inn im bayrischen Oberaudorf. Der Bahnhof Kufstein ist zehn Kilometer entfernt.[12]
- Straße: Eine Auffahrt auf die Autobahn (A93) von Innsbruck nach Rosenheim befindet sich nahe der Grenze in Oberaudorf. Die wichtigsten Straßen sind die Walchseestraße (B172) und die Wildbichler Straße (B175). Zum Ortsteil Pittlham und weiter zum Niederndorferberg führt die Niederndorferbergerstraße (L43).
- Öffentlicher Verkehr: Folgende VVT-Linien der Ledermair Verkehrsbetriebe verkehren in Niederndorf:[13]
  - 4030: Kufstein – Ebbs – Niederndorf – Rettenschöss – Walchsee – Kössen
  - 4034: Niederndorf – Niederndorferberg
  - 4036: (Kufstein – Ebbs –) Niederndorf – Erl
  - 730N: Kufstein – Ebbs – Niederndorf – Erl – Niederndorf – Rettenschöss – Walchsee – Kössen

An den Wochenenden fährt zudem ein Anrufsammeltaxi (730T) zu den verschiedensten Ortschaften am Niederndorferberg. Saisonal verkehrt auch ein Bus (482) zum Chiemsee. Haltestellen in Niederndorf sind: Feldgasse, Postamt, Bruckhäusl, Sebi und Gewerbezentrum Au, wobei das Postamt als Zweigstelle der Linien die Wichtigste ist. 
Ab 1998 mit dem Motorschiff Tirol, von 2010 bis 2011 mit dem 116-Personenschiff St. Nikolaus gab es eine touristisch orientierte Motor-Schifffahrt auf dem Inn von wenig oberhalb des Kraftwerks Oberaudorf-Ebbs etwa 9 km weit innaufwärts bis Kufstein. Auf einem Gutteil dieses Abschnitts bildet der Fluss die Staatsgrenze zum linksufrigen Deutschland.

## Politik

### Gemeinderat
Der Gemeinderat besteht aus 15 Mandataren. Die Gemeinderatswahlergebnisse seit 2004:
| Partei                                        | 2022 | 2022    | 2016 | 2016    | 2010 | 2010    | 2004 | 2004    |
| Partei                                        | %    | Mandate | %    | Mandate | %    | Mandate | %    | Mandate |
| --------------------------------------------- | ---- | ------- | ---- | ------- | ---- | ------- | ---- | ------- |
| Einheitsliste Niederndorf (EL)                | 65,9 | 10      | 62,1 | 9       | 57,1 | 9       | 57,6 | 9       |
| Freiheitliche & Parteifreie Niederndorf (FPN) | 34,1 | 5       | 31,1 | 5       |      |         | 29,1 | 4       |
| Miteinander Füreinander Niederndorf (MFN)     |      |         | 6,8  | 1       |      |         |      |         |
| Demokratisches Niederndorf (DN)               |      |         |      |         | 10,4 | 1       | 13,3 | 2       |
| Gemeinsames Parteiunabhängiges Niederndorf    |      |         |      |         | 32,5 | 5       |      |         |

### Bürgermeister
- 19??–2004† Johann Schwaighofer (Einheitsliste Niederndorf)
- seit 2004 Christian Ritzer (Einheitsliste Niederndorf)

Bürgermeister Johann Schwaighofer starb am 29. Dezember 2004. Zu seinem Nachfolger wurde am 10. April 2005 Christian Ritzer vom Gemeinderat gewählt. Er hatte die Amtsgeschäfte bereits seit dem Ableben Schwaighofers übernommen.

### Wappen
Blasonierung (Wappenbeschreibung): „Auf rotem Grund der heilige Georg mit dem Drachen“.
Der heilige Georg ist der Kirchenpatron von Niederndorf. Im Indiculus Arnonis vom Jahre 788 werden 2 Kirchen in der Urpfarre Ebbs erwähnt, wovon eine die Kirche des hl. Georgs in Niederndorf ist. Da der hl. Georg im bairischen Raum sehr verehrt wurde, kann man auf eine frühe bairische Besiedlung schließen.
Das Wappen wurde im Herbst 1972 von der Tiroler Landesregierung verliehen.

## Söhne und Töchter der Gemeinde
- Josef Altenweisel (1851–1912), Theologe und römisch-katholischer Fürstbischof von Brixen
- Jakob Lukasser (1863–1916), Geistlicher, gestorben als Pfarrer von Radstadt
- Franz Mair (1910–1945), Gymnasialprofessor, Widerstandskämpfer
- Elisabeth Petermandl (geb. Hechenplaickner) (1827–?), musizierende Wirtstochter im Sebiwirt,[21] bekanntgeworden durch Ludwig Steub als „Rose der Sewi“ / „Rose der Sebi“[22]
- Zabine (Sabine Kapfinger) (* 1974), Musikerin und Tanzlehrerin